# Amphoe Rattaphum
Amphoe Rattaphum (thailändisch อำเภอ รัตภูมิ) ist ein  Landkreis (Amphoe – Verwaltungs-Distrikt) in der Provinz Songkhla. Die Provinz Songkhla liegt im Osten der Südregion von Thailand an der Küste zum Golf von Thailand.

## Geographie
Benachbarte Distrikte und Gebiete (von Osten im Uhrzeigersinn): die Amphoe Khuan Niang, Bang Klam und Hat Yai in der Provinz Songkhla, Amphoe Khuan Kalong in der Provinz Satun sowie Amphoe Pa Bon in der Provinz Phatthalung.

## Geschichte
Der ursprüngliche Name des Landkreises war Kamphaeng Phet nach dem zentralen Tambon. Im Jahr 1939 wurde er in Rattaphum umbenannt.

## Verwaltung

### Provinzverwaltung
Amphoe Rattaphum ist in fünf Unterbezirke (Tambon) eingeteilt, welche weiter in 59 Dorfgemeinschaften (Muban) unterteilt sind.
| Nr. | Name           | Thai      | Dörfer | Einw.  |
| --- | -------------- | --------- | ------ | ------ |
| 1.  | Kamphaeng Phet | กำแพงเพชร | 12     | 20.685 |
| 2.  | Tha Chamuang   | ท่าชะมวง   | 13     | 17.288 |
| 3.  | Khuha Tai      | คูหาใต้     | 14     | 11.879 |
| 4.  | Khuan Ru       | ควนรู      | 09     | 06.010 |
| 9.  | Khao Phra      | เขาพระ    | 11     | 16.505 |

Hinweis: die fehlenden Geocodes beziehen sich auf die Tambon, aus denen Amphoe Khuan Niang besteht.

### Lokalverwaltung
Es gibt eine Stadt (Thesaban Mueang) im Landkreis: 
- Kamphaeng Phet (เทศบาลเมืองกำแพงเพชร) besteht aus Teilen des Tambon Kamphaeng Phet,

Daneben gibt es drei Kleinstädte (Thesaban Tambon):
- Kamphaeng Phet (เทศบาลตำบลกำแพงเพชร) besteht aus weiteren Teilen des Tambon Kamphaeng Phet.
- Na Si Thong (เทศบาลตำบลนาสีทอง) besteht aus Teilen des Tambon Khao Phra.
- Khuha Tai (เทศบาลตำบลคูหาใต้) besteht aus dem ganzen Tambon Khuha Tai.

Außerdem gibt es drei „Tambon-Verwaltungsorganisationen“ (TAO, องค์การบริหารส่วนตำบล) für die Tambon oder die Teile von Tambon im Landkreis, die zu keiner Stadt gehören.